# Eymoutiers
Eymoutiers (okzitanisch: Aimostier) ist eine französische Gemeinde mit 2.067 Einwohnern (Stand: 1. Januar 2022) im Département Haute-Vienne in der Region Nouvelle-Aquitaine; sie gehört zum Arrondissement Limoges und ist der Hauptort (chef-lieu) des Kantons Eymoutiers. Die Einwohner werden Pelauds genannt.

## Geographie

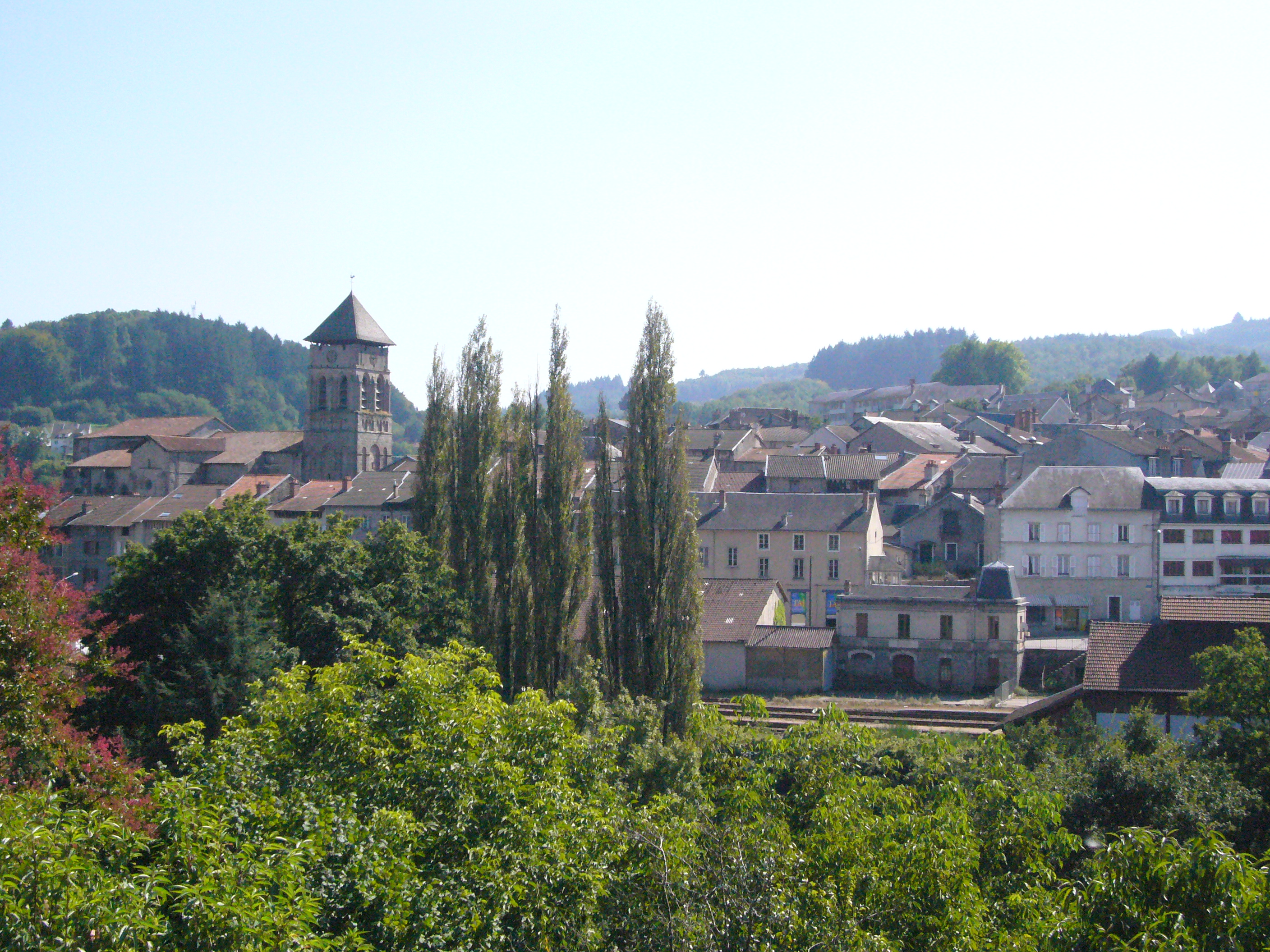
Blick auf Eymoutiers

Eymoutiers liegt im Plateau de Millevaches im Zentralmassiv etwa 38 Kilometer im ostsüdöstlich von Limoges an der Vienne. Umgeben wird Eymoutiers von den Nachbargemeinden Augne im Norden und Nordwesten, Saint-Amand-le-Petit im Norden und Nordosten, Nedde im Osten, L’Église-aux-Bois im Südosten, Chamberet im Süden, Domps im Südwesten, Sainte-Anne-Saint-Priest im Westen und Südwesten, Neuvic-Entier im Westen sowie Bujaleuf im Nordwesten.
Durch die Gemeinde führen die früheren Routes nationales 140 (heutige D940), 679 (heutige D979) und 692.

## Geschichte
Die Ortschaft geht auf die Siedlung um ein Kloster zurück, das der Heilige Psalmodus gegründet hat. 1428 wurde Eymoutiers ein eigenes Bistum. Zwischenzeitlich bekannte sich während der Reformationszeit ein nicht zu vernachlässigender Teil der Bevölkerung zum Calvinismus, sodass während der Religionskriege (auch: Hugenottenkriege) die Ortschaft in Mitleidenschaft gezogen wurde. Unter anderem wurde die Stadtmauer geschleift.

## Bevölkerungsentwicklung
| Jahr      | 1962 | 1968 | 1975 | 1982 | 1990 | 1999 | 2006 | 2012 |
| Einwohner | 1029 | 1061 | 2188 | 3006 | 3423 | 3652 | 4029 | 4313 |

## Sehenswürdigkeiten

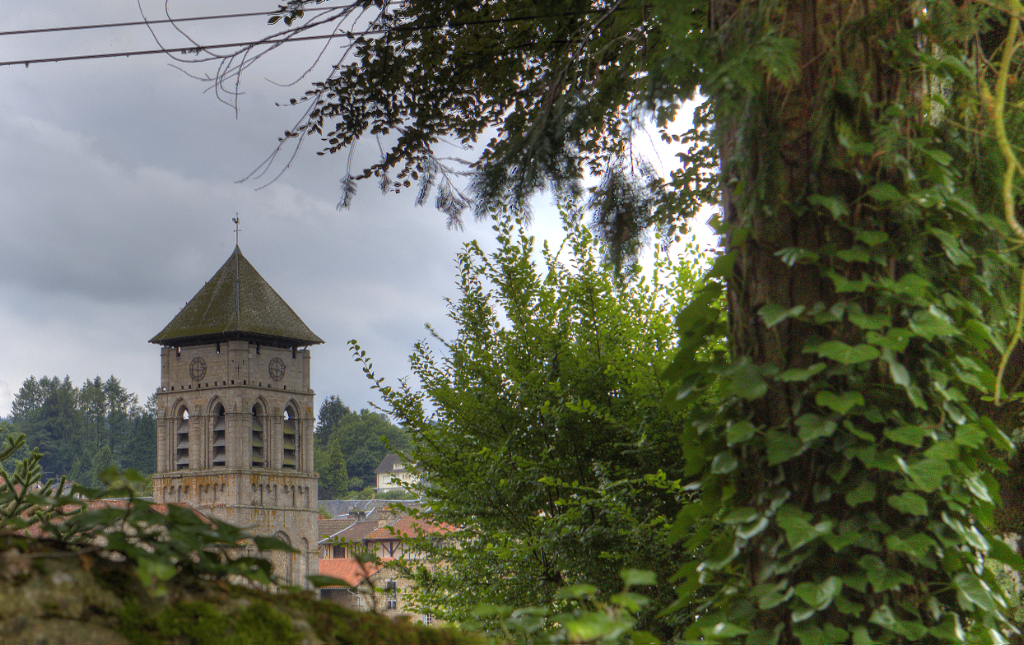
Stiftskirche Saint-Étienne

- Stiftskirche Saint-Étienne aus dem 15. Jahrhundert, Monument historique
- Turm Ayen aus dem 16. Jahrhundert
- Rathaus, früherer Ursulinenkonvent
- Haus Romanet aus dem 15. und 16. Jahrhundert, Monument historique seit 1986

## Persönlichkeiten
- Paul Rebeyrolle (1926–2005), Maler
- Cyril Jonard (* 1976), Judoka

## Gemeindepartnerschaften
Mit der deutschen Gemeinde Diespeck in Mittelfranken (Bayern) und mit der kanadischen Gemeinde Saint-Pamphile in Québec bestehen Partnerschaften.